# Luigi De Giudici
Luigi De Giudici (Pavia di Udine, 19 dicembre 1887 – Venezia, 16 febbraio 1955) è stato un pittore italiano tra i protagonisti del movimento anti-accademico veneziano degli anni dieci.
Ha esposto a Ca' Pesaro negli anni 1912-1920 e alla Mostra d'Arte Italiana all'Esposizione Universale di Parigi del 1937.

## Biografia
Pittore di Ca' Pesaro di origini friulane per parte di padre e carniche per parte di madre, ma di formazione veneziana.  Partendo dalla rappresentazione di un "mondo da salotto" di gusto liberty anche attraverso la caricatura, fu sensibile al fermento delle avanguardie di inizio '900, dal Futurismo all'Espressionismo, dal movimento di Pont-Aven alle Secessioni di Vienna e di Monaco. Si formò presso la Ca' Pesaro di Barbantini degli anni '10, a contatto con Boccioni, Gino Rossi, Arturo Martini, Fabio Mauroner, Pellis, Pomi.
Nel 1919, a trentadue anni, depose i pennelli e decise di interrompere la professione, quasi nascondendo i suoi lavori. Si sposò subito dopo ed ebbe sei figli. Visse amministrando le sue proprietà, ma fu anche sindaco di Oderzo tra il '25 e il '27.
Riprese a dipingere nel 1931 per piacere personale e smise definitivamente nel 1937. Quando morì a Venezia nel 1955 furono trovati in casa in un cassone, chiuso a chiave, i suoi lavori del periodo professionistico giovanile.
Casualmente suo figlio Angelo scopri' il suo nome in una lista di espositori di Cà Pesaro e nel 1992 si cominciò a studiare questo pittore,  considerandolo un protagonista del movimento anti-accademico veneziano degli anni '10.

## Esposizioni
- 1912
  - Venezia, Esposizione Permanente d'Arte e d'Industrie Veneziane, Ca' Pesaro, 29 giugno - 11 ottobre
- 1913
  - Venezia, Opera Bevilacqua La Masa - Esposizione Permanente d'Arte e d'Industrie Veneziane, Ca'Pesaro, 18 maggio - 5 ottobre
- 1915
  - Venezia, Esposizione di bozzetti degli artisti veneziani, Hotel Vittoria, 8 - 22 febbraio
- 1919
  - Milano, Grande Esposizione Nazionale Futurista, 'Galleria Centrale d'Arte', marzo, p. 10
  - Venezia, Esposizione d'Arte in Palazzo Pesaro, Ca' Pesaro, 15 luglio - 5 ottobre
  - Lido di Venezia, Esposizione Nazionale di Belle Arti, ambiente accanto al Grande Albergo dei bagni, inaugurata il 13 luglio.
  - Lido di Venezia, Mostra di bozzetti di pittura e scultura indetta dal Gruppo femminile dell'Associazione Trento - Trieste Sezione di Venezia, 17 agosto - 7 ottobre
  - Venezia, I Esposizione d'Arte del Circolo Artistico, Galleria Geri - Boralevi, 29 dicembre - 2 febbraio
- 1920
  - Venezia, Esposizione Permanente d'Arti e d'Industrie veneziane, Ca' Pesaro, 17 luglio - 30 settembre
- 1921
  - Treviso, Prima Mostra Regionale d'Arte, Palazzo Gabelli, settembre
  - Venezia, Esposizione del Circolo Artistico, luglio
- 1927
  - Treviso, VII Mostra d'Arte Trevigiana, Salone dei 300, 16 ottobre - 11 novembre
- 1936
  - Venezia, XXVII Esposizione dell'Opera Bevilacqua La Masa VII del Sindacato Interprovinciale Fascista Belle Arti, Palazzo Reale, Sala Napoleonica, 15 aprile - 30 maggio
- 1937
  - Venezia, XXVIII Esposizione dell'Opera Bevilacqua La Masa VIII del Sindacato Interprovinciale Fascista Belle Arti, Palazzo Reale, Sala Napoleonica, 15 aprile - 30 maggio
  - Parigi, Mostra d'Arte Italiana all'Esposizione Universale di Parigi
- 1999
  - Venezia, Emblemi d'Arte da Boccioni a Tancredi. Cent'anni della Fondazione Bevilacqua La Masa 1899-1999, Galleria Bevilacqua La Masa, 6 marzo - 2 maggio
  - Modena, La Pittura a Venezia dagli anni di Ca' Pesaro alla Nuova Oggettività 1905-1940, Palazzo Montecuccoli, Fondazione della Cassa di Risparmio di Modena 28 novembre - 30 gennaio
- 2000
  - Venezia, Gigi De Giudici 1887 - 1955, Fondazione Querini Stampalia, 9 novembre - 10 dicembre
- 2001
  - Venezia, Donazione Eugenio Da Venezia, Fondazione Querini Stampalia, 10 novembre - 10 dicembre
- 2002
  - Oderzo, Gigi De Giudici e Oderzo, 1887-1955 Tra Futurismo e Novecento, Palazzo Foscolo, 26 aprile - 30 giugno
- 2004
  - Mestre, Gigi De Giudici, 1887-1955 Tra modernità e tradizione, Centro Culturale Candiani, 29 gennaio - 15 febbraio
- 2005
  - Tolmezzo, Luigi De Giudici Pittore Futurista in Carnia dal 1910 al 1920, Palazzo Frisacco, 30 luglio - 22 agosto
  - Spinea, De Giudici Olii e disegni, Oratorio di Santa Maria Assunta, 9-30 settembre
- 2007
  - Torre di Mosto, Tra mare e laguna, Museo del paesaggio di Torre di Mosto, 16 giugno - 2 settembre
- 2008
  - Torre di Mosto, La seduzione del paesaggio, Museo del paesaggio di Torre di Mosto, 12 luglio - 7 settembre
- 2009
  - Torre di Mosto, Il paesaggio nella pittura del '900 a Treviso, Museo del Paesaggio, 4 luglio – 15 ottobre
- 2010
  - Padova, Studi d'artista. Padova e il Veneto del Novecento, Musei Civici agli Eremitani, 17 aprile – 18 luglio